# Дильдрин
Дильдрин — хлорорганическое соединение, эпоксид, производное альдрина, стереоизомер эндрина, высокотоксичное вещество, необычайно сильный многосторонний инсектицид, один из стойких органических загрязнителей.

## Физико-химические свойства
Чистый дильдрин представляет собой белое кристаллическое вещество, плохо растворимое в воде, хорошо в неполярных органических растворителях — бензоле, толуоле, гексане, однако растворимость намного меньше, чем у альдрина, слегка растворим в минеральных маслах, температура плавления 175—176 °С, давление  паров 1,8·10−7 мм рт.ст. (20 °С). Технический дильдрин имеет вид светло-коричневых хлопьев с запахом нафталина и температуру плавления 150 °С. Как и альдрин, дильдрин химически стабилен. Его реакции в значительной мере определяются наличием эпоксидной группы. Чистый ГЭОД устойчив к воздействию щелочей и кислот в низких концентрациях, но вступает в реакцию с концентрированными кислотами.

## История
Первоначально разработанный в 1940-х годах в качестве альтернативы ДДТ, дильдрин оказался весьма эффективным инсектицидом и широко использовался в течение 20 лет, начиная с 1950-х и по начало 1970-х годов.
Назван в честь Отто Дильса, который вместе с Куртом Альдером открыл диеновый синтез. Первое коммерческое производство началось в США в 1948 году компанией J.Hyman & Co, Denver. Однако в конце 1970-х интерес к дильдрину быстро отпал, во многих странах мирах наблюдалось постепенное снижение производства, а также последовал запрет на применение в странах Европы. В СССР дильдрин изначально был включен в список запрещённых веществ.
Из-за своей высокой токсичности и свойству накапливаться в пищевых цепях — биоаккумуляции, в настоящее время он запрещён в производстве, продаже и применении в большинстве стран мира. Несмотря на запрет Стокгольмской конвенции, дильдрин до сих пор производится и применяется в качестве инсектицида в некоторых странах: например, в Малайзии, Венесуэле, Таиланде, некоторых странах Африки. В Индии дильдрин ограничен в производстве. В Австралии дильдрин долгое время (вплоть до середины 1990-х годов прошлого века) использовали в ветеринарии.

## Получение
Дильдрин производился путём эпоксидирования альдрина. Эпоксидирование альдрина обеспечивалось посредством реакции с надкислотой (с образованием дильдрина и кислоты в качестве побочного продукта) либо перекисью водорода в присутствии вольфрамового ангидрида в качестве катализатора (с образованием дильдрина и воды). В качестве надкислоты обычно использовались гидроперекись ацетила и гидроперекись бензола. Реакция эпоксидирования надкислотой проходила без катализаторов либо с использованием кислого катализатора, такого как серная или фосфорная кислота. Катализатором реакции с перекисью водорода обычно служил триоксид вольфрама. Выход реакции составляет до 90 % дильдрина.

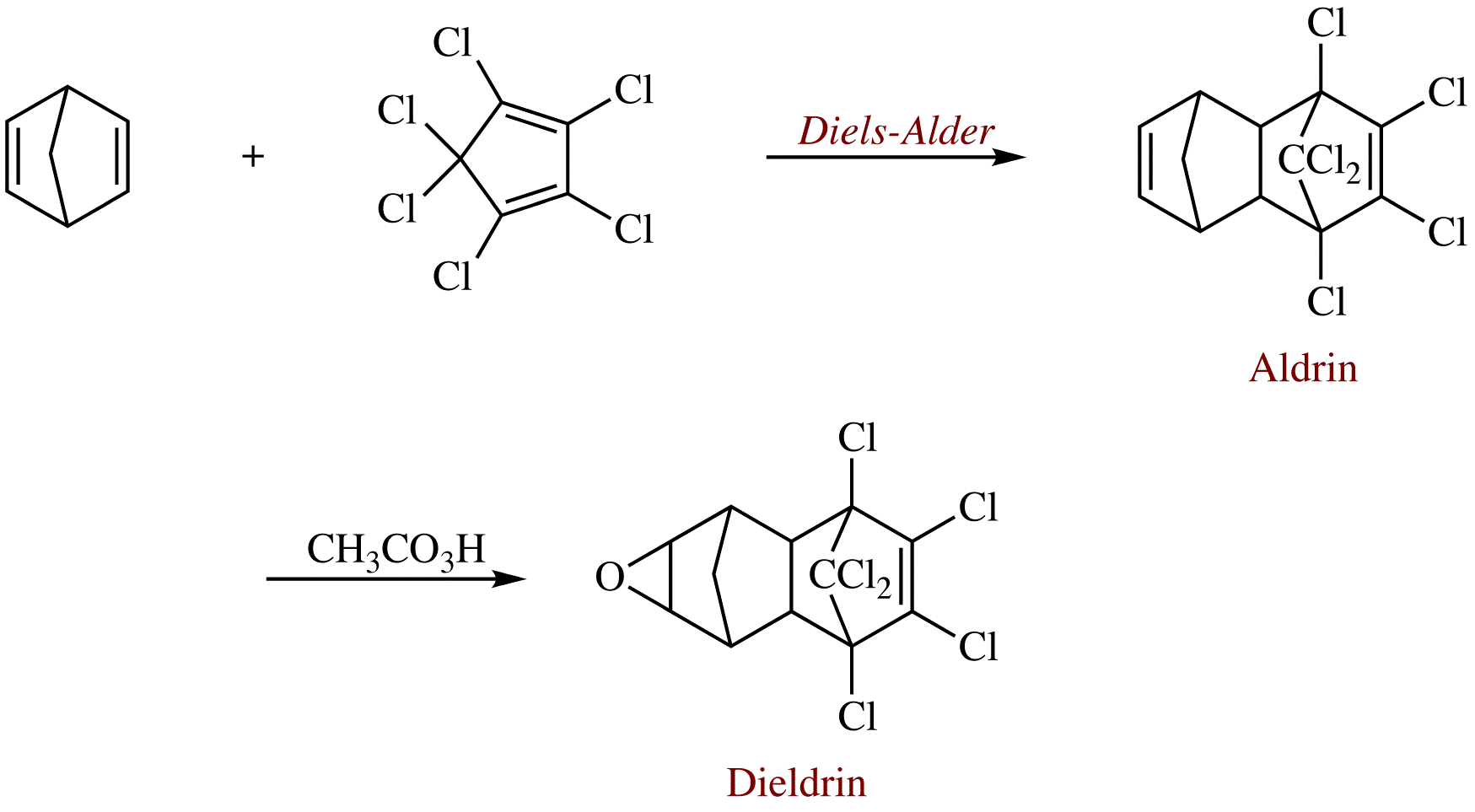
Синтез дильдрина, с помощью реакции Дильса-Альдера

## Применение
Дильдрин является основой для предварительной обработки готовых шерстяных изделий. Как большинство инсектицидов из хлорированных углеводородов, он убивает, парализуя нервную систему насекомого. Кроме того, он применялся и до сих пор применяется в здравоохранении для уничтожения нескольких видов насекомых (например, анофелесов), являющихся переносчиками заболеваний.

### Синонимы и торговые названия
- Альвит; Альвит 55; Соединение 497; D-31; Диэльдрин;
- Dieldrine; Дильдрит; Дильдрекс; Дильдрикс; Дильдрекс B;
- Дильмот; Д-31; ДД; Диметанонафт[2,3-b]-оксирен;
- ДЛД; Доритокс; ENT-16225; ENT 16,225;
- Экзо-дильдрин; ГЭОД; HEOD;
- HOED; Иллоксол; Инсекталокс;
- Инсектицид No. 497; Инсектлак; Комби-Альбертан;
- Лакта 497; Moth Snub D;
- NCI C00124; Окталокс; OMS18;
- Оксралокс; Панорам Д-31; Квинтокс;
- Red Shield; СД 3417;
- Соединение 497; Термитокс.

### Форма выпуска
Дильдрин выпускают в следующих формах:
- Аэрозоль;
- Смачивающиеся порошки (с минеральными маслами);
- Сухие смеси, дуст (смесь с ДДТ, гексахлорбензолом и др.);
- Гранулированные порошки;
- Растворы (в гексане, ацетоне или бензоле)[1].

## Эффективность дильдрина как пестицида
Дильдрин высокоэффективный инсектицид, контактного и кишечного действия. Более эффективен, чем альдрин и ДДТ (в 2,5-3 раза) в борьбе с почвенными насекомыми такими, как блошка длинноусая, личинки щелкуна и совка. Имеет чрезвычайно высокую токсичность для саранчовых, двукрылых (в особенности для комаров и мух), термитов, некоторых видов бабочек и жуков. Также используется в качестве протравителя семян.
Несмотря на чрезвычайно высокую токсичность, дильдрин практически не действует на многие группы организмов, например, на некоторых видов тлей (филлоксеры), клещей, жуков и полужесткокрылых. Так у филлоксер, по-видимому вырабатывается резистентность к дильдрину.

### Кампания против огненных муравьёв
В конце 50-х годов прошлого века в южных штатах США, под руководством Министерства сельского хозяйства (USDA) проводилась широкомасштабная кампания по искоренению огненных муравьёв дильдрином. Реализация кампании началась в конце 1957 года. Несмотря на положительные результаты проводимой кампании, итог оказался весьма плачевным. Первым забили тревогу фермеры. Начались массовые смерти домашней птицы и скота. Дильдрин попал в воду, и многие виды рыб, обитающих в реках и водоёмах южных штатов оказались на грани вымирании. За рыбами, последовала массовая гибель земноводных, пресмыкающихся (некоторые виды змей и ящериц) и птиц, многие виды которых практически вымерли. Охотники жаловались на вялое состояние птиц, рыбаки в Мексиканском заливе впервые столкнулись с проблемами улова крабов и креветок (крабы и креветки массово гибли, в результате накопления в воде большого количества дильдрина). Из-за сильного загрязнения воды и почвы, а также последующей массовой гибели животных, кампанию пришлось полностью прекратить. Ущерб нанесённый экологии до сих пор точно неизвестен, однако было наглядно продемонстрировано действие дильдрина на окружающую среду.

## Токсичность
Дильдрин относится к высокотоксичным веществам, он более токсичен чем альдрин. Чрезвычайно токсичен для холоднокровных животных (земноводных, рыб) и насекомых. Для человека чрезвычайно опасен препарат дильдрина в виде аэрозоля, летальная доза резко снижается и достигает ЛД100 = 8-9 мг/кг, что по токсичности близко к цианидам. Проявляет мутагенные свойства.

### Общий характер действия
Сильнодействующее ядовитое вещество, преимущественно поражает центральную нервную систему (особенно центры блуждающего нерва); поражает также внутренние органы (печень, почки). Всасывается через кожу. Является липофильным соединением.

### Острое отравление
На ранних стадиях головные боли, головокружение, ощущение слабости и усталости, тошнота, рвота, боли в животе, жажда, неприятный вкус
во рту. Вслед за этим может развиться нарушение координации движений и психической сферы, угнетённое состояние, подергивание мышц, судороги эпилептиформного характера (пена изо рта, выпячивание глазных яблок, стискивание челюстей, резко выраженные конвульсивные движения конечностей, потеря сознания). В отдельных случаях описаны агрессивность, дезориентация, снижение слуха, раздражительность, неспособность к концентрации мысли, нарушение чувствительности и др. Обычно наблюдается один или несколько судорожных приступов. При тяжёлой форме отравления приступы могут следовать один за другим. Тяжёлые приступы судорог могут развиться без каких-либо предвестников. Выздоровление наступает сравнительно быстро, даже после судорожных приступов. Обычно в течение следующих 2—3 дней ещё отмечают слабость, бессонницу, снижение аппетита. В отдельных случаях слабость, головокружение наблюдалось в течение месяца.

### Хроническое отравление
У человека отмечена высокая чувствительность к дильдрину и развитие сенсибилизации. Так, в случае вторичного контакта с дильдрина после месячного интервала, отравления наблюдались уже в первые дни работы. У пострадавших — слабость, головокружение, подергивание мышц, судороги и потеря сознания. Приступы длились от 1 минуты до 2 часов, однократно и повторно в течение дня. При ежедневном введении добровольцам 10—15 и 211 мкг дильдрина в день в течение длительного времени не выявлено токсического действия дильдрина.

### Тератогенное действие дильдрина
Выявлено влияние дильдрина, на генеративную функцию теплокровных животных. Наблюдали нарушение воспроизводительной функции крыс, а также тератогенное действие, при скармливании крысам дильдрина в дозе 10 мг на 1 кг пищи. Проникает через плаценту. При добавлении к корму морских свинок вызывал гибель беременных самок и выкидыши.

### Действие на кожу
Местное действие дильдрина выражено слабо. Хорошо проникает через кожу в чистом виде или в виде растворов, эмульсий, дустов.

### Поступление в организм, метаболизм и выделение
Хорошо всасывается из ЖКТ. Уже через 5 ч. в крови обнаруживается максимальная концентрация, через 24 ч. — только следы, а через 48 ч. дильдрин исчезает из крови. В крови находится главным образом в сыворотке. Медленно метаболизируется в организме млекопитающих, образуя ряд точно не идентифицированных продуктов. При поступлении в желудок или через кожу основное количество накапливается в жировой ткани — через 24 и 48 ч. после дозы 25 мг/кг в жире брыжейки 70 и 116 мг/кг, в остальных тканях 3—20 мг/кг. Медленно выделяется из организма, обнаруживается в органах животных ещё через 9 месяцев после обработки дильдрином. Выводится в основном с калом, — по-видимому, как в виде метаболитов, так и неизмененного дильдрина. Длительно выделяется с молоком у коров. По мере поступления дильдрина содержание его в молоке повышается.

### Неотложная терапия при отравлении дильдрином
Промывание желудка 5—10 литрами воды с добавлением адсорбирующих веществ (жжёной магнезии, активированного угля) или обильное питьё воды с последующей искусственной рвотой — механическое раздражение области корня языка, инъекция 1 мг 1 % раствора апоморфина. Очищение кишечника (сифонная клизма), солевое слабительное. Сердечные и седативные средства. Кислород. Глюконат кальция. При явлениях возбуждения применяют барбитураты: люминал 0,1 г; барбамил 0,1 г; аминазин 0,01 г. При судорогах — хлоральгидрат внутрь по 0,5 г или в виде клизм — 1,0 г.), внутримышечно 10,0 мл 25 % раствора сернокислой магнезии, растирание конечностей, тёплая ванна. Внутривенно глюконат или хлорид кальция 5 мл 10 % раствора). При расстройстве дыхания — ингаляция кислорода, чередовать с вдыханием карбогена 5—10 мин); внутривенно — 1 мл. 1 % -ного раствора лобелина или 1 мл. цититона. Не применять адреналин и морфин. Необходима срочная госпитализация.

## Меры предосторожности
Работа с дильдрином требует крайней осторожности, во избежание отравления все процедуры (обработка семян, опрыскивание аэрозолей, внесение в почву смеси дильдрина с удобрениями и т.д.) проводятся в перчатках и специальных химкостюмах с СИЗОД. Отмечена довольна значительная летучесть дильдрина с участков, обработанных препаратом. Категорически запрещено применение дильдрина в болотистых местностях. Дильдрин хранят в металлических контейнерах, в тёмных, прохладных и сухих местах, далеко расположенных от пресноводных водоёмов.

## Экологические аспекты
Дильдрин, как и альдрин обладает рядом негативных свойств, которые могут привести к экологической катастрофе:
- Высокая токсичность для теплокровных животных, чрезвычайно токсичен по отношению к холоднокровным животным (насекомым, ракообразным, земноводным и рыбам).
- Высокая биоаккумуляция, накапливается в цепях питания, является липофильным соединением.
- Инертность, стойкость, высокая персистентность, не поддаётся биохимическому разложению, долгое время может находиться в почве (в умеренных широтах полураспад составляет 5 лет, однако, в других условиях он может сохраняться до 12 и более лет) и в воде.
- Аэрозоль содержащий дильдрин легко проникает через кожу животных и человека, ещё большая опасность представляет вдыхание паров дильдрина.
- Сравнительная лёгкая испаряемость, приводит к переносу дильдрина воздушными потоками на большие расстояния от сельскохозяйственных районов, так, например, он был обнаружен во льдах Арктики[11].

По решению Стокгольмской конвенции от 23 мая 2001 года имеет глобальный запрет в производстве, реализации и применении.